# Stavkî, Huseatîn
Stavkî (în ucraineană Ставки) este un sat în comuna Krasne din raionul Huseatîn, regiunea Ternopil, Ucraina.

## Demografie
Componența lingvistică a localității Stavkî
     Ucraineană (100%)
Conform recensământului din 2001, toată populația localității Stavkî era vorbitoare de ucraineană (100%).